# 花脸

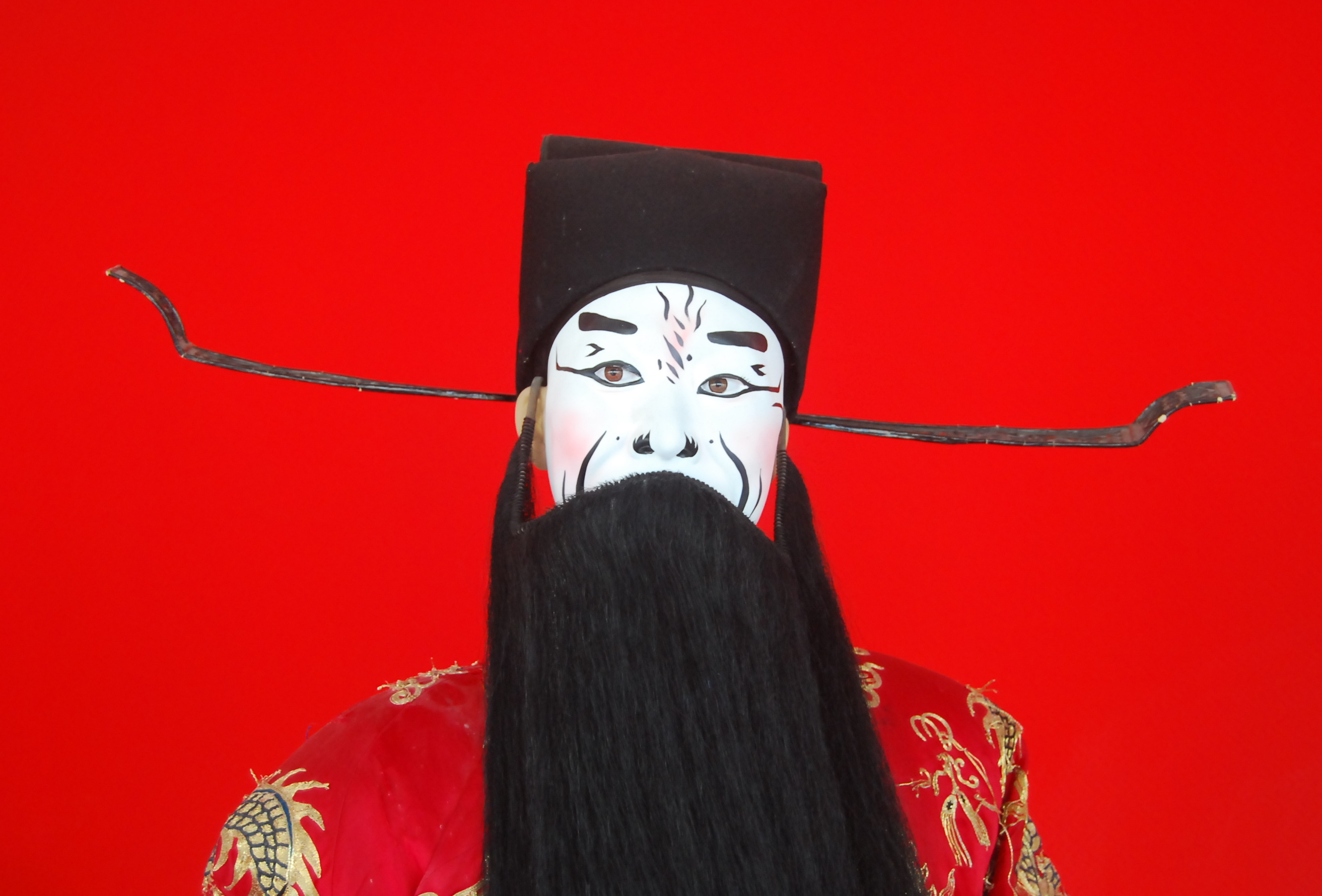
京剧中的曹操扮相

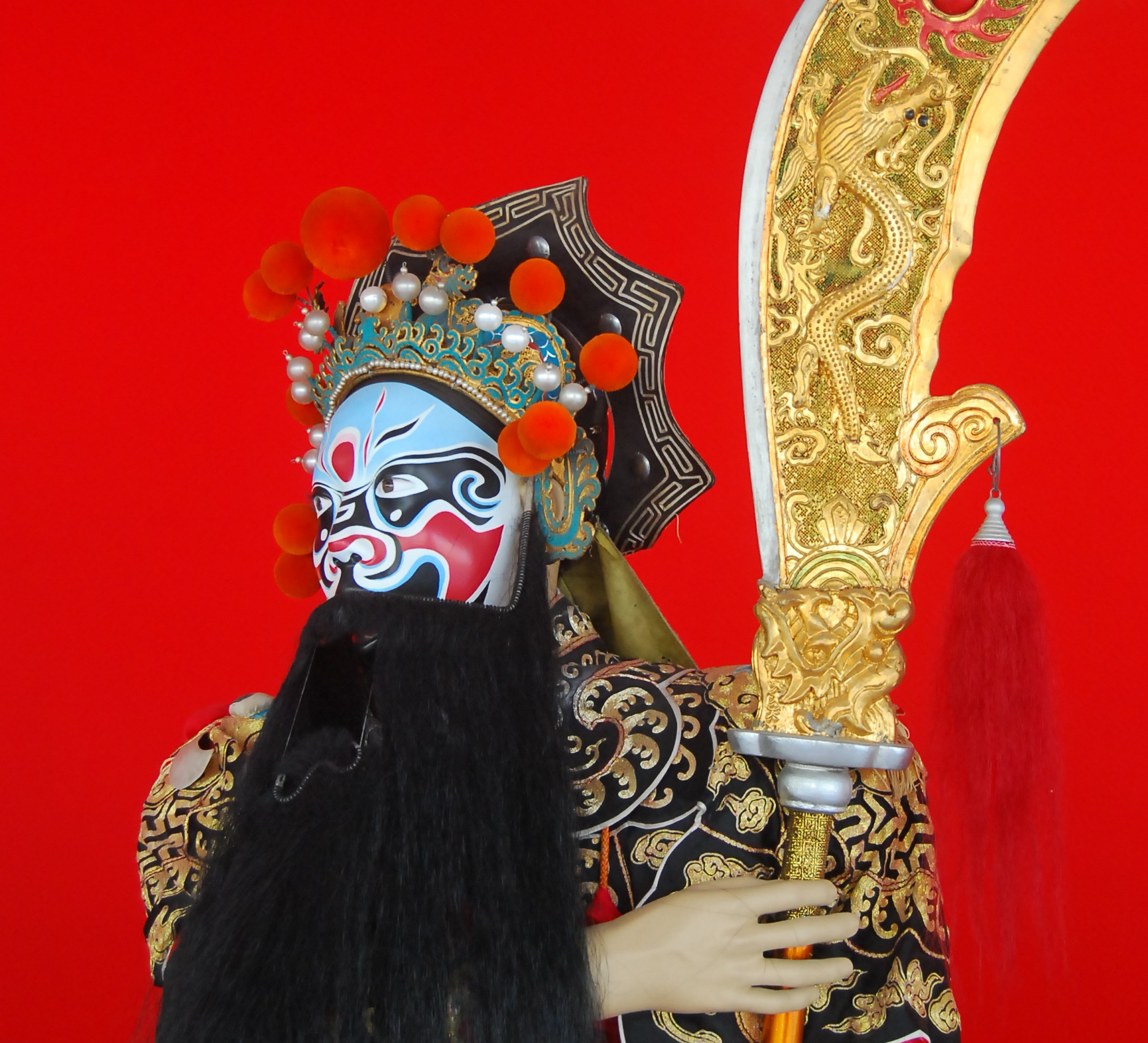
京剧中周仓的扮相

花脸，或稱淨，是中國戲劇的一種程式化的角色行當，一般扮演性格剛烈、暴躁甚至陰險兇惡的男性角色，要勾畫臉譜，因此俗稱「花臉」。
净角是中国戏曲中“粗犷”或“威武”男性角色的一种类型。在许多类型（如京剧和粤剧）中，这种角色都需要浓重的脸谱。因此，它也被称为花脸（“彩绘脸”）。然而，并不是所有有着彩绘脸孔的角色都属于这一类，周（小丑）是另一种主要的彩绘脸孔角色类型。这种类型的角色需要一个强有力的角色，所以一个京剧演员必须有一个强大的声音和能够夸张的手势。根据特定剧团的剧目，他将扮演主要或次要的角色。色彩和面部设计代表了角色的身份和个性。

## 类别
各個劇種有所不同，但比較一致的大概分為如下幾種：
- 架子花臉（副淨）：也叫二花臉，重做工念白，一般扮演地位較高，性格暴躁的男性角色，如：曹操、張飛、竇爾墩等。
- 銅錘花臉（正淨）：即大花臉，重唱功，一般扮演性格剛強的男性角色，如：包公、《二進宮》的徐彦昭等。
- 三塊瓦（武丑）：一般扮演地位低下、性格特殊、有武功的男性角色，重做工武打，如：《水滸傳》中的時遷等。

## 脸谱
中国戏剧中的脸谱画很可能是从面具开始的，早在9世纪的唐朝（618-907）演员就开始画脸谱。元代（1271-1368）戏曲中使用红白相间的脸谱来区分好人和坏人。14世纪以后，脸谱成倍增加，新的色彩也随之加入。京剧有15种基本脸谱，和1000多种不同的脸谱。每种设计都是特定角色的独特设计。图案和色彩被认为是源于中国传统的色彩象征和占卜在一个人的脸上的线条，这是说，揭示个性。
*红色，表示正直和忠诚（如关羽）
*白色，代表邪恶或狡猾的人物（如曹操）
*黑色，赋予健全完整的性格（如包拯）
后来的设计引入了其他颜色，例如
*紫色，表示坚定和正直
*黄色，浮躁大胆
*蓝色，表示决心和勇气
*绿色，意味着固执和热情
*金银，用于神灵
为了强调角色的身高和力量，额头通常被拉长，脸部设计覆盖整个面部，从头顶到下巴，一直延伸到双耳

## 越剧净角
越剧里的净多称作大面，俗称大花脸，多为奸恶角色，有时亦为耿直角色。如《追鱼》中的包公。